# Wanda Bojeś
Wanda Wiktoria Bojeś (ur. 19 czerwca 1929 roku w Dąbrowie Tarnowskiej, zm. 17 lutego 2007 roku) – polska artystka: malarka i hafciarka, poetka. Z zawodu była instruktorką kroju, szycia i modelowania oraz haftu regionalnego. Jej pasją była twórczość poetycka i recytatorska. Wydała 10 tomików wierszy, za które została nagrodzona przez Ministra Kultury. Ponadto haftowała, malowała i rysowała. Na szczególną uwagę zasługują jej hafty, w których zachowała i odtwarzała autentyczne wzory i kolory z poszczególnych regionów Polski. Na swym koncie ma setki spotkań autorskich z poezją oraz indywidualnych wystaw haftu i malarstwa. Należała do zespołu Pieśni i Tańca w Nowej Hucie, do chóru patriotycznego w Tarnowie i chóru parafialnego w Dąbrowie Tarnowskiej i Związku Dąbrowiaków. Wraz z mężem Mieczysławem prowadziła własną galerię autorską. Zajmowała się także działalnością kulturalną w domach kultury, szkołach, klubach, a nawet domach opieki społecznej. W szkołach udziela instruktażu młodzieży na temat haftu. Wydała dwa katalogi swoich prac, w których udokumentowała swoje osiągnięcia.
Za swoją pracę twórczą, recytatorską, instruktorską i wystawienniczą otrzymała dziesiątki dyplomów, listów pochwalnych i gratulacyjnych.

## Nagrody i odznaczenia
- Odznaka honorowa „Za zasługi dla oświaty” (1999),[potrzebny przypis]
- Srebrny Krzyż Zasługi (1999)[potrzebny przypis]
- Srebrny Medal „Za zasługi dla obronności kraju”(2001)[potrzebny przypis]
- Medal za Długoletnie pożycie Małżeńskie (2002)